# 沃爾什山
沃爾什山是加拿大的山峰，位於克魯瓦尼國家公園及保留地，由育空負責管轄，屬於聖埃利亞斯山脈的一部分，海拔高度4,507米。
61°00′N 140°01′W / 61.000°N 140.017°W